# Taking Back Sunday
I Taking Back Sunday (o TBS) sono un gruppo emo statunitense formatosi a Amityville.
Hanno pubblicato sette album in studio, con il loro maggior successo nel 2006 vendendo oltre 600 000 copie e ha raggiunto la posizione numero 2 negli Stati Uniti su 'Billboard 200, seguito da Where You Want to Be che ha raggiunto la posizione numero 3 nel 2004. "MakeDamnSure" è il loro singolo in classifica più elevato fino ad oggi, con un picco al numero 8 della Alternative Airplay classifica nel 2006 e numero 48 della Billboard Hot 100. La band ha poi pubblicato New Again il 2 giugno 2009 e Taking Back Sunday nel 2011.

## Storia del gruppo

### I primi anni
La band si formò originariamente nel 1999 per mano di Antonio Longo come cantante, Jesse Lacey al basso John Nolan alla chitarra, Eddie Reyes alla chitarra Stevie D. alla batteria.
Il loro primo lavoro fu l'EP omonimo, tuttavia la band subì un cambio di formazione. Lacey lasciò la band per suonare nei The Rookie Lot e fu rimpiazzato da Adam Lazzara e Mark O'Connell sostituì DeJoseph alla batteria. L'EP fu finalmente pubblicato nel febbraio del 2001, anche se distribuiti agli shows, l'EP non ha mai avuto un notevole successo.
Con il tempo, il loro primo album è stato pubblicato, i Taking Back Sunday avrebbero nuovamente cambiato formazione. Dopo che Longo fu costretto a lasciare la band, Adam Lazzara lo rimpiazzò come cantante Shaun Cooper fu reclutato per suonare il basso.

### Il successo indipendente
La band pubblicò il loro primo album completo Tell All Your Friends, con la Victory Records nel 2002. Questo album ha dato alla band un piccolo assaggio di successo sotto i riflettori dell'alternative rock.
Nel 2003, il chitarrista / cantante secondario e il bassista John Nolan Shaun Cooper lasciarono la band per formare gli Straylight Run. La perdita di Nolan e Cooper mise la band in uno stato di tensione. Tuttavia, i Taking Back Sunday aggiunsero presto Fred Mascherino alla chitarra e voce e Matt Rubano al basso.
L'anno del 2004 si è rivelata efficace per la band, con l'apertura del concerto dei Blink-182 e apparendo al Warped Tour. Il loro secondo album, Where You Want To Be, è stato pubblicato il 27 luglio 2004, su Victory Records. Anche se suona un po' diverso da Tell All Your Friends, il nuovo album è riuscito a fare un buon successo in commercio. Spinto dal singolo A Decade Under the Influence, Where You Want To Be poi debuttò alla numero 3 posto nella Billboard 200 Albums Chart, con circa 163 000 copie vendute.
I Taking Back Sunday ricevettero una visibilità ancora più commerciale tramite l'apparizione in tarda serata al talk show Jimmy Kimmel Live! Lazzara, dove aveva il compito di ospitare Loveline, nonché il contributo della canzone This Photograph Is Proof (I Know You Know) per la colonna sonora di Spider-Man 2. Hanno inoltre partecipato alla canzone Your Own Disaster alla colonna sonora Elektra, ed Error Operator per la colonna sonora di I Fantastici 4.

### Successo commerciale
Il 25 aprile 2006, i Taking Back Sunday pubblicarono il loro terzo album, intitolato Louder Now, dalla Warner Bros. Records. I commenti della band per l'album riflette il drastico cambiamento che il gruppo ha subì nei due anni dalla loro ultima uscita. Lazzara ha dichiarato che i fan sembravano sentire che i loro live avevano più energia delle loro registrazioni, e che ha portato più alta ora più che in tutto. Ora più forte prende il nome dal brano d'apertura What's It Feel Like To Be A Ghost?.
La band conseguì il massimo successo in seguito al talk show The Tonight Show with Jay Leno, Jimmy Kimmel Live!, e Late Night with Conan O'Brien, così come il dramma teen Degrassi: The Next Generation in un episodio dal titolo What's It Feel Like To Be A Ghost?
Nel dicembre 2006, la band pubblicò il suo primo CD/DVD documentario, Louder Now: PartOne, con dietro le quinte e tour di quattro concerti dal vivo. Dopo mesi di tour a sostegno più forte, i Taking Back Sunday apparirono al Live Earth New York il 7 luglio 2007. Durante l'estate del 2007, sono stati anche al Projekt Revolution dei Linkin Park, insieme ai My Chemical Romance, HIM e molti altri gruppi.
Il 30 ottobre 2007, l'etichetta della band precedente, la Victory Records, pubblicò Notes From The Past, caratterizzato da quattro brani estratti da Tell All Your Friends, sei canzoni di Where You Want To Be, e due B-side: The Ballad of Sal Villanueva e Disaster Your Own ('04 mix).
La band ha poi pubblicato Louder Now: Part Two il 20 novembre 2007, un DVD di filmati inediti di concerti dal vivo il loro show a Long Beach Arena a Long Beach, nonché caratteristiche speciali come ad esempio il video di "Twenty-Twenty Surgery "che è stato fatto per l'Europa. Il DVD è stato confezionato con un CD compagno con otto brani dal vivo, due B-sides che erano inedite in America.

### La partenza di Fred Mascherino eNew Again
Nell'ottobre 2008 la band ha annunciato che il chitarrista Fred Mascherino se ne sarebbe andato. Ciò è avvenuto dopo che Mascherino ha deciso di concentrarsi sul suo album solista con i The Color Fred. È stato poi sostituito da Matthew Fazzi, che avrebbe interpretato il ruolo di chitarra e coro.
Il 6 novembre 2008, i Taking Back Sunday hanno rivelato a Rolling Stone che il loro quarto album in studio doveva essere intitolato New Again e avrebbe visto i brani "Winter Passing", "Lonely Lonely", "Catholic Knees", e "Carpathia". Hanno dichiarato che "Winter Passing" è stato "... un ballo lento come l'ultima canzone al vostro ottavo ballo che si muove più come una melodia di R&B melodia che come un brano rock and roll", e che "Carpathia" includerà i primi assoli di basso. Essi hanno inoltre commentato che "Catholic Knees" è "una delle canzoni più pesante che abbiamo mai scritto", e che "Lonely Lonely" è "inarrestabile - due minuti e mezzo di pugni in faccia". Nella build-up per la distribuzione di New Again in questo caso, la band ha pubblicato un certo numero di brani, prima delle quali è stata "Carpathia" il 21 dicembre per il download gratuito digitale per coloro che hanno acquistato il Christmas holiday set della band, con una versione limitata in vinile fisica della pista così come una versione live di "Catholic Knees", pubblicato il 18 aprile, title track in secondo luogo "New Again" come un unico download gratuito dal sito della band il 16 aprile, seguita dal primo singolo "Sink Into Me", uscito il 20 aprile, con debutto su BBC Radio 1's Zane Lowe show, e, reso disponibile in digitale poco dopo. Il 16 maggio "Everything Must Go" è stato pubblicato per lo streaming sul MySpace della band. Ogni lunedì, la band pubblicava una nuova canzone sul loro MySpace da New Again in questo caso l'etichettatura è "New Music Monday".
I Taking Back Sunday recentemente hanno suonato a Dublino, in Irlanda, dove il chitarrista Matt Fazzi si è fratturato il piede. Nonostante questo, lo show a Belfast, in Irlanda del Nord è andato avanti e il resto del tour è stato completato, che comprendeva una tappa in Gran Bretagna a Sonisphere e ai Kerrang! Awards.
Il 15 agosto 2013 i Taking Back Sunday annunciano di aver firmato un contratto con la Hopeless Records, e nell'anno seguente pubblicano il loro sesto album dal titolo Happiness Is.
Nel 2016 è uscito il settimo album Tidal Wave.

## Formazione

### Formazione attuale
- Adam Lazzara – voce
- John Nolan – chitarra solista, voce
- Eddie Reyes – chitarra ritmica
- Shaun Cooper – basso
- Mark O'Connel – batteria

### Ex componenti
- Matt Rubano – basso
- Antonio Longo – voce
- Stevie DeJosheph – batteria
- Jesse Lacey – basso, voce secondaria
- Fred Mascherino – chitarra, voce
- Matt Fazzi – chitarra e voce d'accompagnamento

## Discografia

### Album in studio
- 2002 – Tell All Your Friends
- 2004 – Where You Want to Be
- 2006 – Louder Now
- 2009 – New Again
- 2011 – Taking Back Sunday
- 2014 – Happiness Is
- 2016 – Tidal Wave
- 2023 - 152

### Raccolte
- 2007 – Notes from the Past

### Apparizioni in compilation
- 2002 – Warped Tour 2002 Tour Compilation
- 2003 – Warped Tour 2003 Tour Compilation
- 2004 – Warped Tour 2004 Tour Compilation
- 2018 – Songs That Saved My Life
- 2019 – Punk Goes Acoustic 3